# Amalie Beer
Pour les articles homonymes, voir Beer.
Amalie Beer née Amalie Meyer Wulf (née le 10 février 1767 à Berlin et morte le 27 juin 1854 dans la même ville), est une salonnière prussienne à Berlin et la mère du compositeur Giacomo Meyerbeer.

## Biographie
Amalie est la fille du facteur de cour prussien Liepmann Meyer Wulff (de) (1745-1812) et de sa femme Esther, née Bamberger (1740-1822), elle grandit dans le cercle de la communauté juive instruite et riche de Berlin du XVIIIe siècle, dont l'histoire est caractérisée par les Lumières et l'émancipation juive. En 1788, elle épouse le sucrier Jacob Herz Beer (1769–1825). Elle devient célèbre avec son salon littéraire, qui peut être considéré comme un exemple typique de socialisation bourgeoise éclairée à l'époque Biedermeier. Installée à Berlin pour le reste de sa vie, elle y meurt en 1854 à près de quatre-vingt-dix ans. Sa tombe se trouve au cimetière juif de Schönhauser Allee (de) à Berlin.

## Salon
Le salon d'Amalie Beer, à côté du salon de la famille Mendelssohn Bartholdy, le seul salon musical important à Berlin dans les années 1820, se distingue car il n'a pas connu son véritable apogée avant mais après les guerres napoléoniennes, même si les débuts de la sociabilité musicale et littéraire dans la maison Beer remontent à 1800. D'un point de vue sociologique, c'est clairement la bourgeoisie qui prédomine dans son public. Il attire néanmoins d'importants représentants de la noblesse et des élites politiques : ainsi, parmi les amis personnels de l'hôtesse figurent le futur roi Frédéric-Guillaume IV et son frère le prince Guillaume, qui devient plus tard le premier empereur allemand, qui assistent tous deux à ses funérailles. Parmi ses habitués se trouvent presque tous les grands compositeurs et virtuoses du début de la période romantique, dont son propre fils Giacomo Meyerbeer, ainsi que des acteurs, chanteurs, écrivains et universitaires. Elle est en contact avec deux autres grandes salonnières de l'époque, Rahel Varnhagen et Hedwig von Olfers.

## Distinctions
Pour son engagement dans l'assistance aux blessés pendant les guerres napoléoniennes, Amalie Beer reçoit l'ordre de Louise. Le processus d'attribution de l'ordre dure cependant plus d'un an et demi. Elle est proposée trois fois, le roi Frédéric-Guillaume III la refuse deux fois. Il s'offusque du fait qu'une juive doit porter la croix, mais il autorise finalement l'attribution de l'ordre "sous la forme dérogatoire de l'insigne d'honneur général circulaire" Le "gekoscherte Kreutz" est cependant ressenti comme humiliant par la communauté juive de Berlin, d'autant plus que le monarque, malgré sa position anti-juive, flirte avec l'idée de vouloir épargner la juive Beer de la croix.

## Famille

### Mariage et progéniture
Amalie Meyer Wulff et Jacob Herz Beer se marient le 4 septembre 1788 à Berlin. Ils ont quatre fils :
- Giacomo Meyerbeer (1791–1864), compositeur,
- Heinrich Beer (1794–1842),
- Guillaume Beer (1797–1850), marchand et astronome, et
- Michael Beer (1800–1833), écrivain.

### D'autres proches
La petite-fille d'Amalie, qui s'inscrit dans sa tradition en tant que salonnière, est Cornelie Richter (de) (1842–1922), fille de son fils Giacomo.

## Habitués célèbres
| - Dawid Maximowitsch Alopaeus (de) - Karoline Bauer - Michael Beer - Wilhelm Beer - Georg Benda - Archibald Campbell - Angelica Catalani - Muzio Clementi - Jan Ladislav Dussek - Eduard Gans | - Friedrich Wilhelm Gubitz (de) - Georg Wilhelm Friedrich Hegel - Karl Eduard von Holtei - Alexander von Humboldt - Johann Nepomuk Hummel - August Wilhelm Iffland - Carl Leberecht Immermann - Friedrich Kalkbrenner - Franz Liszt | - Famille Mendelssohn - Giacomo Meyerbeer - Ignaz Moscheles - Conrad Engelbert Oelsner - Hedwig von Olfers - Niccolò Paganini - Conrad Engelbert Oelsner - Johann Gottfried Schadow - Auguste Schlegel - Wilhelmine Schröder-Devrient | - Henriette Sontag - Louis Spohr - Rahel Varnhagen - Bernhard Anselm Weber - Carl Maria von Weber - Guillaume de Sayn-Wittgenstein-Hohenstein - Carl Friedrich Zelter |